# Werner Bock (Gewerkschafter)
Werner Bock (* 26. Januar 1898 in Gera; † 1. August 1964 in Bielefeld) war ein deutscher Gewerkschafter. Von 1949 bis 1963 war er  Vorsitzender der Gewerkschaft Textil-Bekleidung (GTB).

## Leben
Bock wuchs in Thüringen auf, erlernte den Beruf des Webers. Er trat im Jahr 1913 dem Deutschen Textilarbeiterverband (DTAV) bei und war als Jugendlicher in der Sozialistischen Arbeiter-Jugend sowie in der SPD aktiv.
Nach ehrenamtlicher Tätigkeit im Betriebsrat begann er 1928 als Gewerkschaftssekretär des DTAV in Hamburg. Im Jahr 1930 übernahm Bock die Leitung der Geschäftsstelle Bielefeld des DTAV.
Am 2. Mai 1933 wurden auch die Gewerkschaftshäuser in Bielefeld von der Sturmabteilung besetzt und die Gewerkschaften landesweit aufgelöst. Wenige Tage später wurde Bock von den Nationalsozialisten in sogenannte Schutzhaft genommen. Nach seiner Haftzeit gelang Bock, als technischer Angestellter in einem Bielefelder Textilbetrieb beschäftigt zu werden.
Nach der Rückkehr aus Krieg und Gefangenschaft gehörte Werner Bock in Bielefeld zu den Gründungsmitgliedern einer neuen, weltanschaulich neutralen Einheitsgewerkschaft, die in der Nachkriegszeit anstelle der bis 1933 existierenden Richtungsgewerkschaften trat. 1947 wurde er zum Vorsitzenden der neu gegründeten Gewerkschaft Textil-Bekleidung-Leder für die britische Besatzungszone gewählt.
Der Vereinigungskongress der Gewerkschaft Textil-Bekleidung (GTB) für die Westzonen Deutschlands (7.–9. April 1949 in Bad Salzuflen) wählte Bock zum Vorsitzenden.
Bock gehörte zu den Gründungsmitgliedern des Deutschen Gewerkschaftsbundes für die Bundesrepublik Deutschland (DGB), der sich am 12. Oktober 1949 in München konstituierte und wurde Mitglied des Bundesvorstandes.  In den Jahren 1951, 1953, 1955, 1957, 1959 und 1961 wurde er von den Gewerkschaftstagen der GTB wiedergewählt.
1963 schied er aus Altersgründen aus dem Amt. Er starb nach nur kurzem Ruhestand am 1. August 1964 in Bielefeld. Die Stadt Bielefeld benannte im Andenken an sein Lebenswerk und sein Wirken in dieser Region eine Straße nach ihm. Die GTB änderte 1965 den Namen ihrer Bildungsstätte in Beverungen/Weserbergland in Werner-Bock-Schule, heute gehört sie als IG Metall-Bildungszentrum WBS. Das Ehrengrab von Werner Bock befindet sich auf dem Sennefriedhof in Bielefeld.

## Leistungen
Bock legte die Schwerpunkte seiner politischen Arbeit auf die Festigung der GTB als Einheitsgewerkschaft, die neben den sozialdemokratisch geprägten Vorläuferorganisationen auch starke christlich-soziale Wurzeln hatte, sowie auf die soziale Bewältigung der Strukturkrisen, unter denen die Textilindustrie immer wieder zu leiden hatte und das Bestreben, die Löhne in der Textil- und Bekleidungsindustrie an das Niveau der Gesamtindustrie heranzuführen. Unter dem Vorsitz von Werner Bock führte die Gewerkschaft Textil-Bekleidung in den Branchen heftige Arbeitskämpfe, so 1953 im Tarifbezirk Westfalen mit 21.000 Streikenden und 1958 in einem neun Wochen dauernden Arbeitskampf mit 15.000 Streikenden in den Tarifgebieten Bremen/Niedersachsen und Hessen.